# コペル・ウインド・オーケストラ
コペル・ウインド・オーケストラ（スロベニア語:Pihalni orkester Koper)は、1981年に結成されたスロベニアの吹奏楽団である。略称は頭文字をとってポック（POK）という。

## 歴史
この節の出典
ウインドオーケストラが結成された当初の最大の目標は、練習場所を確保することであった。なかなか見つからなかったが、そのような中、ヤンコ・フレシュチャークが倉庫を練習場所にしようと提案した。その倉庫はデパートの倉庫だった。練習場所を作るために、250時間かけて、楽団員が椅子を運んだり、壁を塗装したりした。電気や水道などの整備は、専門家の手助けを得ながら行った。
初期は、コペル近郊でのみ演奏していた。たとえば、港の日（コペル港を観光してもよいとされる日）や、自ら企画した演奏会など、その他さまざまなイベントである。そして、徐々に楽団員の人数が増え、コンクールに出ることができるようになった。現在では楽団員は60人以上である。

## 近年の主な実績
この節の出典
- 2010年　カレラ（スペイン）のオクトーバーフェストに参加。
- 2011年　第16回 Ormož 2011で金賞。
- 2012年　第17回 Ormož 2012で最優秀賞。
- 2013年　第33回全国吹奏楽コンクール第2編成の部で金賞、最優秀賞と、課題曲の最優秀演奏賞。

## ディスコグラフィー
この節の出典
- 2枚組CD　Pihalni orkester Koper 1981-2001
- CD　Pihalni orkester Koper 2001-2002
- CD　Pihalni orkester Koper 2005-2006

## 定期演奏会
この節の出典
- クリスマスと正月のコンサート